# ستيفان يوفان
ستيفان يوفان (مواليد 23 أغسطس 1960) هو لاعب كرة قدم روماني سابق ومدرب. لعب يوفان لعدة أندية، أبرزها ستيوا بوخارست، ومثل رومانيا 34 مرة بين عامي 1983 و1990.

## مسيرة الأندية
ظهر يوفان لأول مرة في أوتيلول ريشيتا في عام 1977، قبل أن ينضم إلى فريق Luceafărul București بعد عام واحد. كان النادي حينها فريقًا شكله الاتحاد الروماني لجمع المواهب الشابة في كرة القدم الرومانية ولم يلعب في أي دوري. عاد يوفان إلى ريشيتا في عام 1979، ولكن في شتاء عام 1981 انضم إلى ستيوا بوخارست حيث لعب لمدة عشر سنوات، حتى عام 1991.
في عام 1991 انضم إلى نادي برايتون الإنجليزي، لكنه عاد إلى ستيوا في عام 1992 لمدة نصف موسم فقط قبل التوقيع مع رابيد بوخارست، ثم إلكتروبوتيري كرايوفا في عام 1995. موسمه الأخير كلاعب كرة قدم محترف كان 1996–97 مع ريشيتا.
لعب يوفان إجمالي 373 مباراة في دوري الدرجة الأولى الروماني وسجل 20 هدفًا. كان بطل الدوري في ست مناسبات وفاز أيضًا بكأس رومانيا ثلاث مرات، جميعها مع ستيوا بوخارست.
كان قائد فريق ستيوا عندما فازوا بكأس أوروبا 1986 وكأس السوبر الأوروبي.
في 25 مارس 2008 ، تم تكريمه من قبل رئيس رومانيا ترايان بوسيسكو مع Ordinul "Meritul Sportiv" - (وسام "الاستحقاق الرياضي") من الدرجة الثانية لدوره في الفوز بنهائي كأس أوروبا 1986.

## المسيرة الدولية
على الصعيد الدولي لعب مع منتخب رومانيا في 34 مباراة وسجل ثلاثة أهداف. كما لعب 12 مباراة مع المنتخب الروماني تحت 21 عامًا.

## الإنجازات
ستيوا بوخارست
- الدوري الروماني : 1984–85 ، 1985–86 ، 1986–87 ، 1987–88 ، 1988–89 ، 1992–93
- كأس رومانيا : 1984–85 ، 1986–87 ، 1988–89
- كأس أوروبا : 1985–86
- كأس السوبر الأوروبي : 1986

برايتون
- كأس ساسكس للكبار 1991-1992